# مسجد جامع احد دونتسک
مسجد جامع احد (اوکراینی: Мечеть Ахать Джамі) یک مکان مذهبی-عبادتی در شهر دونتسک ، اکراین که نخستین مسجد ساخته‌شده در شهر دونتسک بعد از فروپاشی شوروی سابق می‌باشد.